# Мате, Габор
Габор Мате (венг. Máté Gábor; род. 9 февраля 1979, Бекешчаба) — венгерский легкоатлет, специалист по метанию диска. Выступал за сборную Венгрии по лёгкой атлетике в 1997—2008 годах, обладатель бронзовой медали Универсиады в Измире, победитель и призёр первенств национального значения, участник трёх летних Олимпийских игр.

## Биография
Габор Мате родился 9 февраля 1979 года в городе Бекешчаба, Венгрия.
Впервые заявил о себе в лёгкой атлетике на международном уровне в сезоне 1997 года, когда вошёл в состав венгерской национальной сборной и выступил в метании диска на юниорском европейском первенстве в Любляне.
В 1998 году в той же дисциплине выиграл бронзовую медаль на юниорском мировом первенстве в Анси.
Будучи студентом, в 1999 году представлял Венгрию на Универсиаде в Пальме, где занял итоговое 12-е место. Также в этом сезоне стал четвёртым на молодёжном европейском первенстве в Гётеборге.
Некоторое время тренировался и выступал в США во время учёбы в Обернском университете, состоял в местной легкоатлетической команде «Оберн Тайгерс», неоднократно участвовал в различных студенческих соревнованиях, в частности дважды выигрывал первый дивизион чемпионата Национальной ассоциации студенческого спорта (1999, 2000).
В апреле 2000 года на соревнованиях в американском Уолнуте установил свой личный рекорд в метании диска — 66,54 метра. Благодаря череде удачных выступлений удостоился права защищать честь страны на летних Олимпийских играх в Сиднее — на предварительном квалификационном этапе метнул диск на 60,86 метра, чего оказалось недостаточно для выхода в финал.
В 2001 году взял бронзу на молодёжном европейском первенстве в Амстердаме.
На чемпионате мира 2003 года в Париже провалил все три свои попытки, не показав никакого результата.
Принимал участие в Олимпийских играх 2004 года в Афинах — сумел выйти в финал и с результатом 57,84 расположился в итоговом протоколе на 11-й строке.
В 2005 году выиграл серебряную медаль на Кубке Европы по зимним метаниям в Мерсине, выступил на чемпионате мира в Хельсинки, получил бронзовую награду на Универсиаде в Измире.
На чемпионате Европы 2006 года в Гётеборге занял 12-е место.
В 2007 году был пятым на чемпионате мира в Осаке.
На Олимпийских играх 2008 года в Пекине в программе метания диска показал результат 62,44 и в финал не вышел.
После пинкой Олимпиады Мате оставался действующим спортсменом ещё в течение одного олимпийского цикла, хотя сколько-нибудь значимых результатов на международной арене больше не показывал.